# Flughafen Fürstenfeldbruck
Flughafen Fürstenfeldbruck este o arie protejată (arie specială de conservare — SAC, sit de importanță comunitară — SCI) din Germania întinsă pe o suprafață de 251,92 ha, integral pe uscat.

## Localizare
Centrul sitului Flughafen Fürstenfeldbruck este situat la coordonatele 48°12′16″N 11°15′51″E / 48.2044°N 11.2642°E.

## Înființare
Situl Flughafen Fürstenfeldbruck a fost declarat sit de importanță comunitară în noiembrie 2004 pentru a proteja un număr necunoscut de specii din flora spontană și fauna sălbatică aflate în arealul zonei. Situl a fost protejat și ca arie specială de conservare în aprilie 2016.

## Biodiversitate
Situată în ecoregiunea continentală, aria protejată conține 2 habitate naturale: Pajiști uscate seminaturale și facies de acoperire cu tufișuri pe substraturi calcaroase (Festuco-Brometalia) (* situri importante pentru orhidee), Fânețe de joasă altitudine (Alopecurus pratensis, Sanguisorba officinalis).
La baza desemnării sitului se află un număr nedeclarat de specii protejate.